# Kashpir Ganusov
Kashpir Ganusov (del ruso: Кашпир Ганусов) fue metalúrgico ruso del siglo XVI.
La información sobre Kashpir Ganusov es escasa. Se supone que fue uno de los artesanos que dejaron el Gran Ducado de Lituania en la primera mitad del siglo XVI. Según los documentos de la Armería de Moscú, Kashpir Ganusov trabajó en la corte de Iván el Terrible en la década de 1550. En 1554, los metalúrgicos del zar crearon una enorme campana de 19,657 kg, que recibió el nombre de Lebed (Лебедь, o "cisne" en rus). Esta campana no ha sobrevivió hasta la actualidad pero se cree que fue obra de Kashpir Ganusov (o su predecesor, de nombre desconocido).
Kashpir Ganusov se trasladó posteriormente a Smolensk, un importante centrol armamentístico de la región. Según documentos del siglo XIX, había entonces todavía unos cuantos arcabuces a lo largo de los muros de la fortaleza de Smolensk con el nombre de Ganusov y sus aprendices. Uno de las piezas más famosas hechas por Kashpir Ganusov es un arcabuz llamado Ostraya Panna (Острая Панна), localizado en el Almacén Gubernamental (Казённый амбар) de Smolensk. Pesa 185 poods (3,030 kg). El grabado del arma afirma que fue forjado por Kashpir Ganusov en el verano de 1564. No se han preservado más arcabuces con su nombre aunque si de su principal aprendiz, Andrei Chokhov. Chokhov sucedió a Ganusov y rehiciera la creación de su maestro—la campana Lebed—después de que Devlet I Giray saqueara Moscú en 1571. Esta es la campana que se muestra en el Kremlenagrad—el primer mapa detallado del Kremlin de Moscú.
Otros aprendices de Ganusov fueron como Bogdan Andreytokhov, Kuzmin Pervoy, Nikita Tupitsyn y Yuri Bochkaryov, que trabajó en Moscú entre la segunda mitad del siglo XVI y comienzos del siglo XVII. Semyon Dubinin, aprendiz de Ganusvo en Smolensk se trasladaría a Pskov. La última mención a Ganusov es de un documento de finales de la década de 1560s.